# Virgo-halmaz

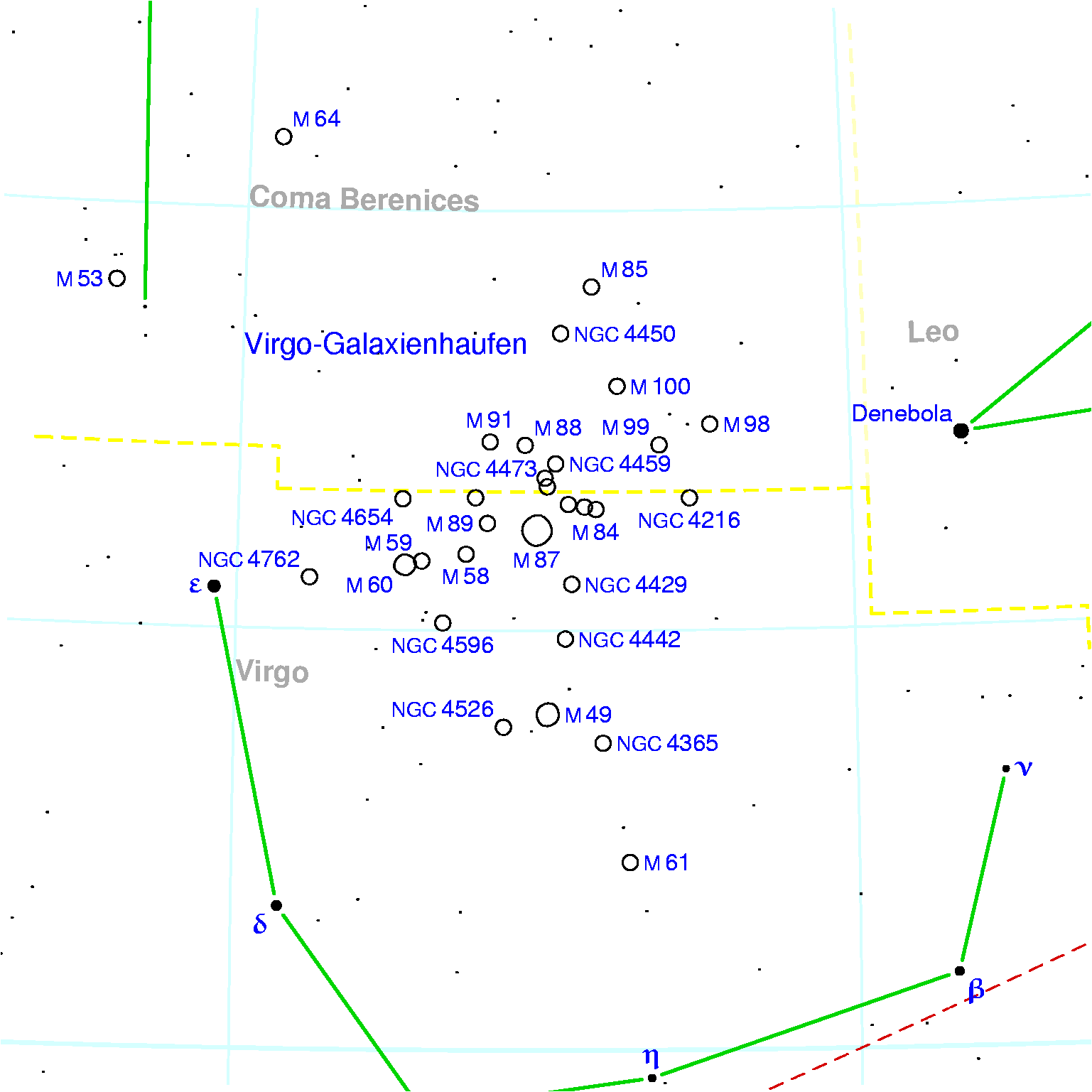
A Virgo galaxishalmaz térképe

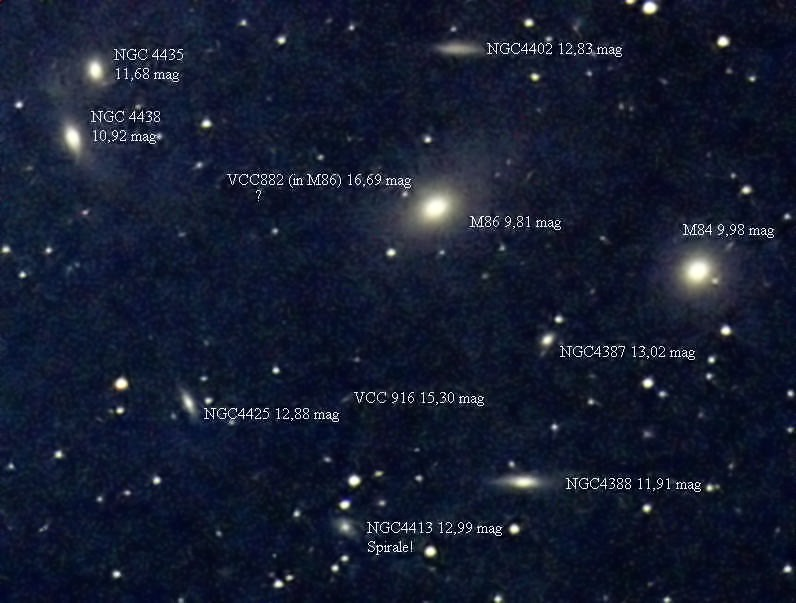
A Virgo galaxishalmaz középponti része

A Virgo-halmaz szabálytalan galaxishalmaz. A Szűz csillagképben helyezkedik el. A Földhöz legközelebbi galaxishalmaz, távolsága 56 millió fényév. Galaxisok ezrei alkotják. A Messier-katalógusból 16 galaxist tartalmaz, köztük a Sombrerót, a spirális M 100 és a szuperóriás M 87 galaxisokat.
A Virgo-halmaz távolsága a Hubble-állandó, s ezáltal az egész világegyetem kiterjedésének meghatározásánál játszik jelentős szerepet.
Első leírója, Charles Messier a halmaz akkoriban megfigyelt galaxisait eleinte csillag nélküli ködöknek tartotta, valódi természetüket csak az 1920-as években ismerték fel.

## Jellemzői
A halmaz a II. egyenlítői koordináta-rendszerben a 12–13 óra rektaszcenzió és 0–25 fok deklináció (B1950 epocha) határolta, mintegy 140 négyzetfokos területen található: ezt az ablakot de Vaucouleurs határozta meg még 1961-ben, és Virgo-halmaz Területnek nevezik. A halmazt elsőként egy fő csoportosuláshoz délen kapcsolódó kisebb tömörülésre oszthatjuk, mely utóbbit esetenként Virgo II halmaznak is nevezik. A halmaz meglehetősen vegyes, vannak benne spirálgalaxisok és elliptikus galaxisok. 
Az 50 legfényesebb galaxis kb. 15%-a elliptikus, 10%-a lentikuláris, a többi spirálgalaxis. Összességében a halmazt a törpe elliptikusok nagy száma jellemzi, belőlük 800-nál több van. A halmaz távolságára mérési módszertől függően 17 és 22 Mpc közti érték adódik.
A halmaz tagjait radiális sebességük alapján – amely 3000 km/s-nál kisebb – jól el lehet különíteni a távolabbi objektumoktól. Az átlagos radiális sebesség 1100 km/s, de egyes alhalmazok és egyedi galaxisok ettől jelentősen eltérő sebességgel mozognak. A távolabbi, gravitációs centrum felé mozgó nagy sebességű (akár 1600 km/s) galaxisok Földről mért radiális sebessége negatív, vagyis hozzánk közelednek. Ilyen például az IC 3258 (-517 km/s), M86, M90, M98 (-220 km/s). Hasonlóan a tőlünk leggyorsabban távolodó galaxis az NGC 4388 (2535 km/s), de említhető még az NGC 4168 és M99 is (2324 km/s).
A Virgo-halmaz jelentős gravitációja a közeli kisebb galaxiscsoportokat is vonzza, amit virgocentrális áramlásnak neveznek. Ez a Lokális Csoport esetében 100–400 km/s nagyságúra tehető.

### A halmaz szerkezete
Az alhalmazok eltérő radiális sebességük alapján különíthetők el.
- Az M87 csoport közepén helyezkedik el a névadó óriás elliptikus galaxis. Rádió- és röntgensugárzása jelentősebb, mint az optikai tartományban észlelhető. Nem pontosan a halmaz középpontjában van, kísérő galaxisaival együtt a tömegközépponthoz képest 200 km/s sebességgel távolodik tőlünk. Anyagkilövellései, gázfelhői, gömbhalmazai részletesen tanulmányozhatók.
- Az előzőtől nem messze található az M86 és csoportja, amely két csoport a megfigyelések szerint közeledik egymáshoz, és kozmikus időskálán nézve most olvadnak össze. Lehetséges, hogy az M49 csoport is részt vesz ebben a folyamatban.
- Az M60 csoport névadó központi elliptikus galaxisa 120 ezer fényév átmérőjű, luminozitása a Napénak 60 milliárdszorosa. A centrumában lévő 2 milliárd naptömegű fekete lyukat elsőként fedezték fel, mint galaxismagot.
- A halmaz legfényesebb galaxisa az M49, 160 ezer fényév átmérőjű és 90 milliárd napluminozitású. Halojában 6300 gömbhalmazt találtak. Kísérőgalaxisaival a Virgo-halmaz kissé délre elhelyezkedő szigetét alkotja.

Meg kell még említeni a halmaz közepén látható Markarian-láncot. Az M84 galaxistól indulva az NGC 4387, 4388, 4413, 4425, M86, 4402, a 4438 és 4435, valamint a 4461 és 4458 párok, továbbá a 4459, 4468, 4474 9–13m-s galaxisok alkotják az M88-cal bezárólag. A megfigyelések szerint ez a lánc a valóságban is egybefüggő képződmény.
A galaxishalmazokból álló szuperhalmazok egyike a Virgo-halmazt és a Lokális Csoportot is magába foglaló Virgo-szuperhalmaz.

## Galaxisok a Virgo-halmazban
Körülbelül 30 galaxis található a Virgo-halmazban, amik fényesebbek 10,5 magnitúdónál.
| Galaxis         | Típus  | Mag    |
| --------------- | ------ | ------ |
| NGC 4192 = M98  | SbI-II | 10m,13 |
| NGC 4216        | SbII   | 9m,98  |
| NGC 4254 = M99  | ScI    | 9m,84  |
| NGC 4303 = M61  | ScI    | 9m,67  |
| NGC 4321 = M100 | ScI    | 9m,37  |
| NGC 4365        | E2     | 10m,5  |
| NGC 4374 = M84  | S0     | 9m,27  |
| NGC 4382 = M85  | S0     | 9m,22  |
| NGC 4406 = M86  | S0     | 9m,18  |
| NGC 4429        | S0     | 10m,16 |
| NGC 4438        | SBa    | 10m,08 |
| NGC 4442        | E5p    | 10m,48 |
| NGC 4450        | Sb     | 10m,12 |
| NGC 4459        | E2     | 10m,40 |
| NGC 4472 = M49  | E4     | 8m,37  |

| Galaxis           | Típus | Mag    |
| ----------------- | ----- | ------ |
| NGC 4473          | E4    | 10m,22 |
| NGC 4477          | S(B)a | 10m,42 |
| NGC 4486 = M87    | E1    | 8m,62  |
| NGC 4501 = M88    | Sb+I  | 9m,52  |
| NGC 4526          | E7    | 9m,64  |
| NGC 4535          | S(B)c | 9m,82  |
| NGC 4548 = M91(?) | SBb   | 10m,19 |
| NGC 4552 = M89    | E0    | 9m,81  |
| NGC 4569 = M90    | Sb+   | 9m,48  |
| NGC 4579 = M58    | Sb    | 9m,78  |
| NGC 4596          | SBa   | 10m,48 |
| NGC 4621 = M59    | E3    | 9m,79  |
| NGC 4654 = IC3708 | ScII  | 10m,46 |
| NGC 4649 = M60    | E1    | 8m,83  |
| NGC 4762          | SB0   | 10m,22 |